# Xenostega
Xenostega is een geslacht van vlinders van de familie spanners (Geometridae), uit de onderfamilie Ennominae.

## Soorten
- X. eurhythma Prout, 1934
- X. fallax Warren, 1899
- X. irrorata Prout, 1915
- X. latiscripta Prout, 1927
- X. madecassa Viette, 1973
- X. manengouba Herbulot, 1992
- X. ochracea (Butler, 1879)
- X. segmentaria (Saalmüller, 1891)
- X. tincta Warren, 1899
- X. treptostiches Prout, 1934
- X. tyana Swinhoe, 1904